# John Adams (amotinado)
John Adams, conocido como Jack Adams (4 de julio de 1767 - 5 de marzo de 1829), fue el último superviviente de los amotinados Bounty que se establecieron en la isla de Pitcairn en enero de 1790, un año después del motín. Su verdadero nombre era John Adams, pero utilizó el nombre de Alexander Smith hasta que fue descubierto en 1808 por el capitán Mayhew Folger del barco ballenero estadounidense Topaz. Sus hijos utilizaron el apellido "Adams".

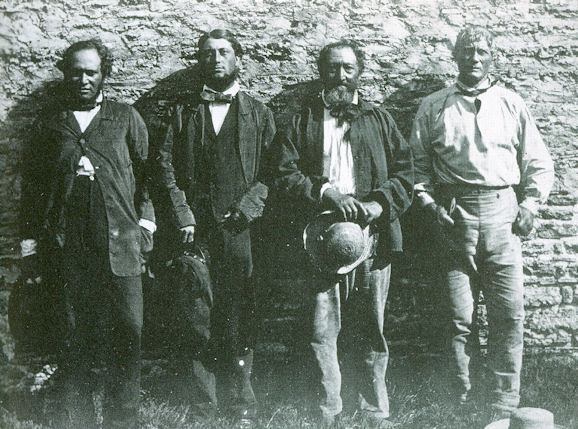
Descendientes de los amotinados John Adams y Matthew Quintal en la isla Norfolk, 1862. De izquierda a derecha: John Adams (1827–1897), hijo de George Adams; John Quintal (1820-1912), hijo de Arthur Quintal; George Adams (1804–1873), hijo de John Adams; Arthur Quintal (1795–1873), hijo de Matthew Quintal

## Primeros años de vida
Casi nada se sabe sobre la vida temprana de Adams. Sin embargo, un artículo del Mona's Herald, fechado en abril de 1876, afirma que Adams había residido durante algún tiempo en Douglas, Isla de Man.

## Pitcairn

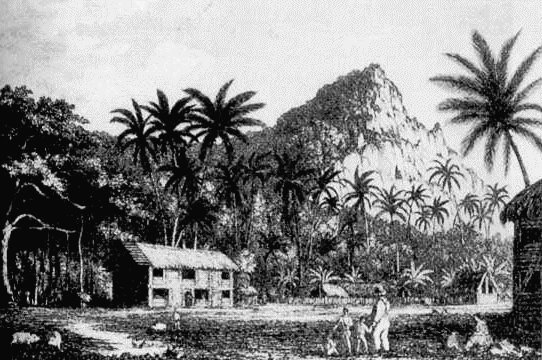
Grabado de 1831 de la casa de madera de John Adams en la isla Pitcairn

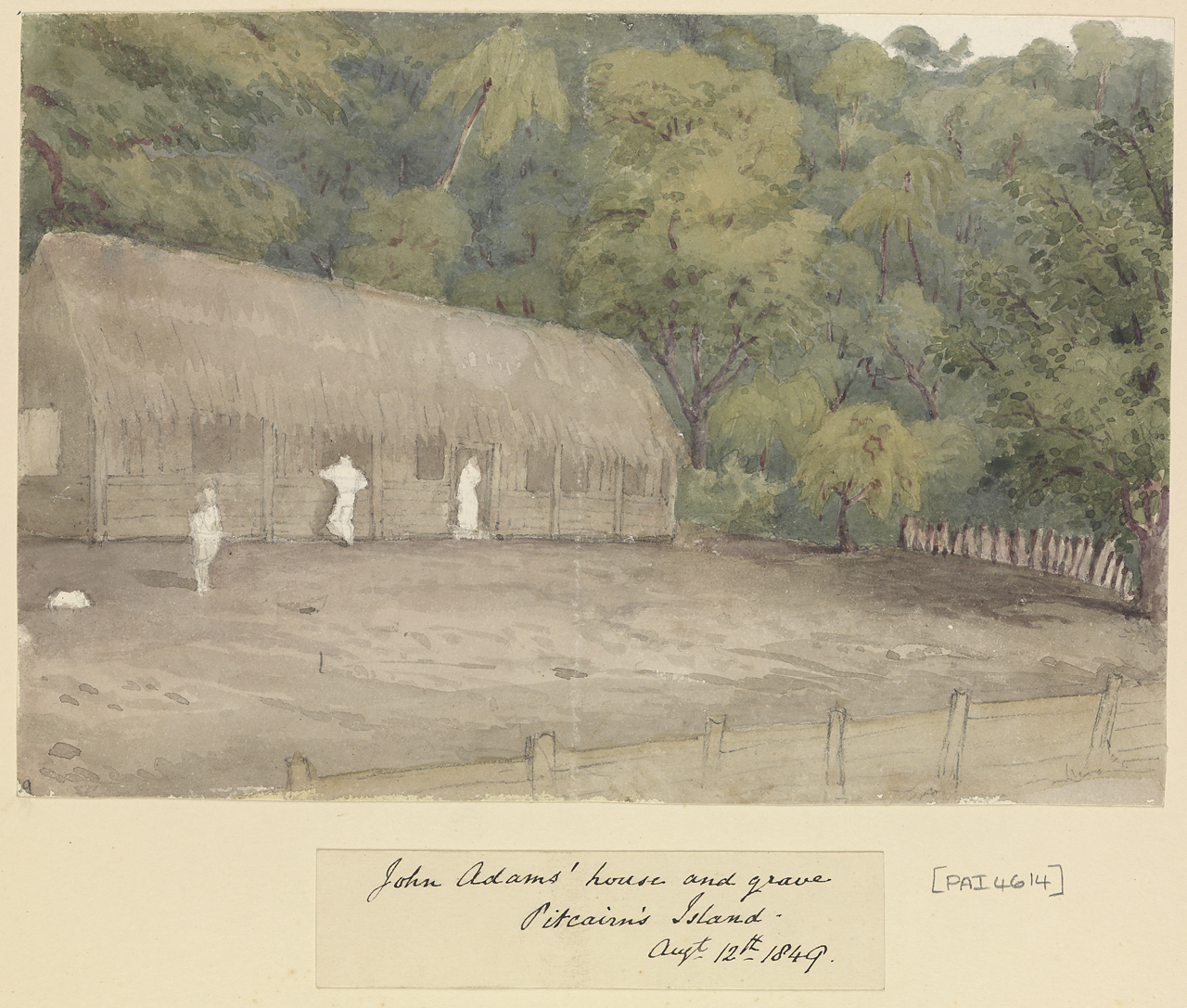
Pintura de 1849 de la casa de madera y la tumba de John Adams Isla Pitcairn

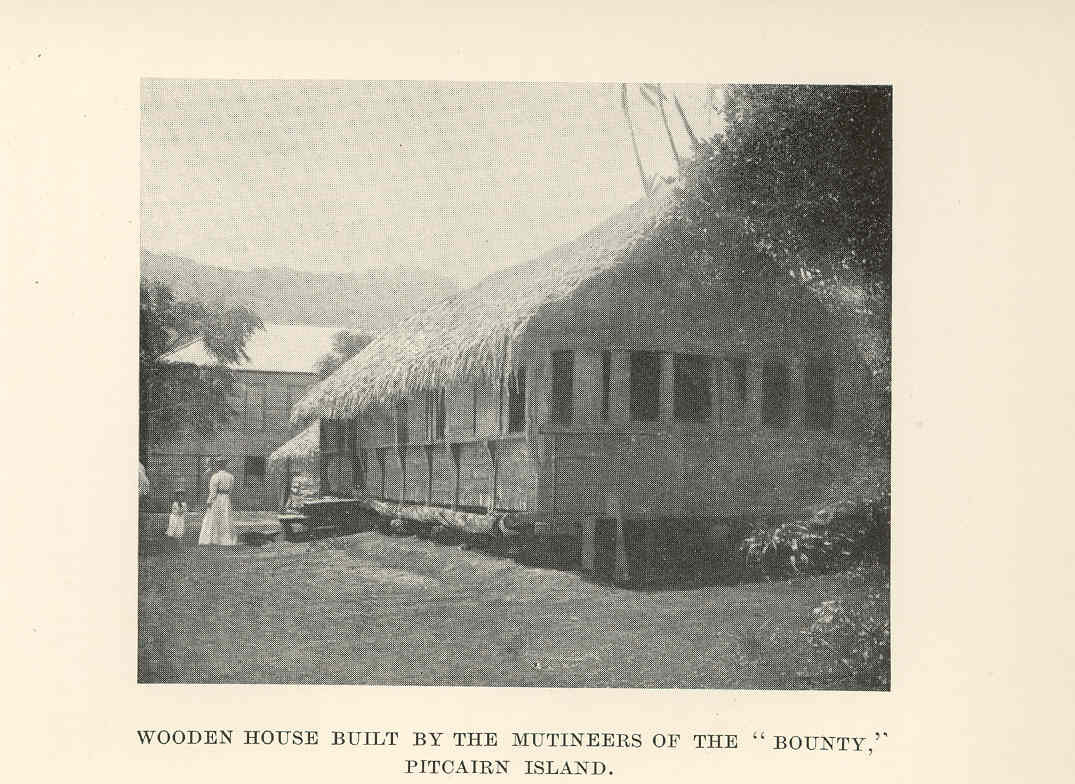
Fotografía de 1908 de una casa de madera construida por los amotinados del 'Bounty', isla Pitcairn

Los amotinados del HMS Bounty y sus compañeros tahitianos se establecieron en la isla y prendieron fuego al Bounty. Sólo queda la piedra de lastre del naufragio en Bounty Bay. Aunque los colonos pudieron sobrevivir de la agricultura y la pesca, el período inicial de asentamiento estuvo marcado por graves tensiones entre los colonos. El alcoholismo, los asesinatos, las enfermedades y otros males se habían cobrado la vida de la mayoría de los amotinados y de los hombres tahitianos. John Adams, Ned Young y Matthew Quintal fueron los últimos tres amotinados que sobrevivieron en 1799 cuando el matón Quintal, mientras estaba borracho, supuestamente amenazó con matar a toda la comunidad si no podía tener a la viuda de Fletcher Christian como su propia consorte, y en respuesta Adams y Young lo atrajeron a la casa de Young y lo mataron con un hacha. Habiendo tomado el control efectivo de la fuerte colonia de 19 miembros después de la masacre de 1793, Adams y Young recurrieron a las Escrituras utilizando la Biblia del barco como guía para una sociedad nueva y pacífica. Como resultado, Adams y Young abrazaron el cristianismo y enseñaron a los niños a leer y escribir usando la Biblia. Young finalmente murió de una infección asmática en 1800, pero Adams continuó su trabajo de educar a mujeres y niños. Los habitantes de Pitcairn también se convirtieron al cristianismo. Los habitantes de Pitcairn se convertirían más tarde de su forma existente de cristianismo al adventismo después de una exitosa misión adventista en la década de 1890.
El velero estadounidense Topaz fue el primero en redescubrir Pitcairn en 1808. Finalmente, a Adams se le concedió amnistía por el motín. El 17 de diciembre de 1825, Adams se casó con Teio, o 'Mary'. Teio ya había dado a luz al único hijo de Adams, George Adams, en 1804.

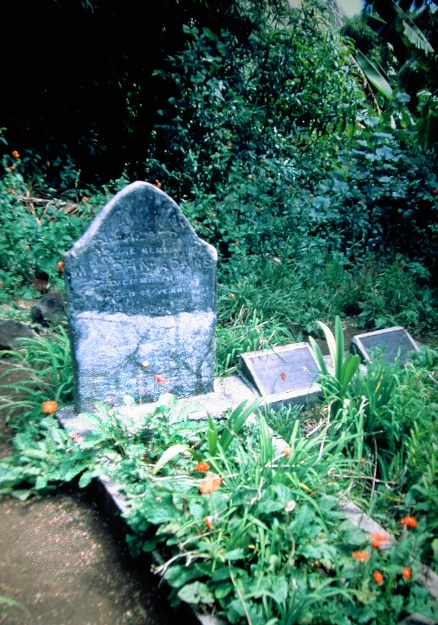
La tumba de John Adams en la isla Pitcairn

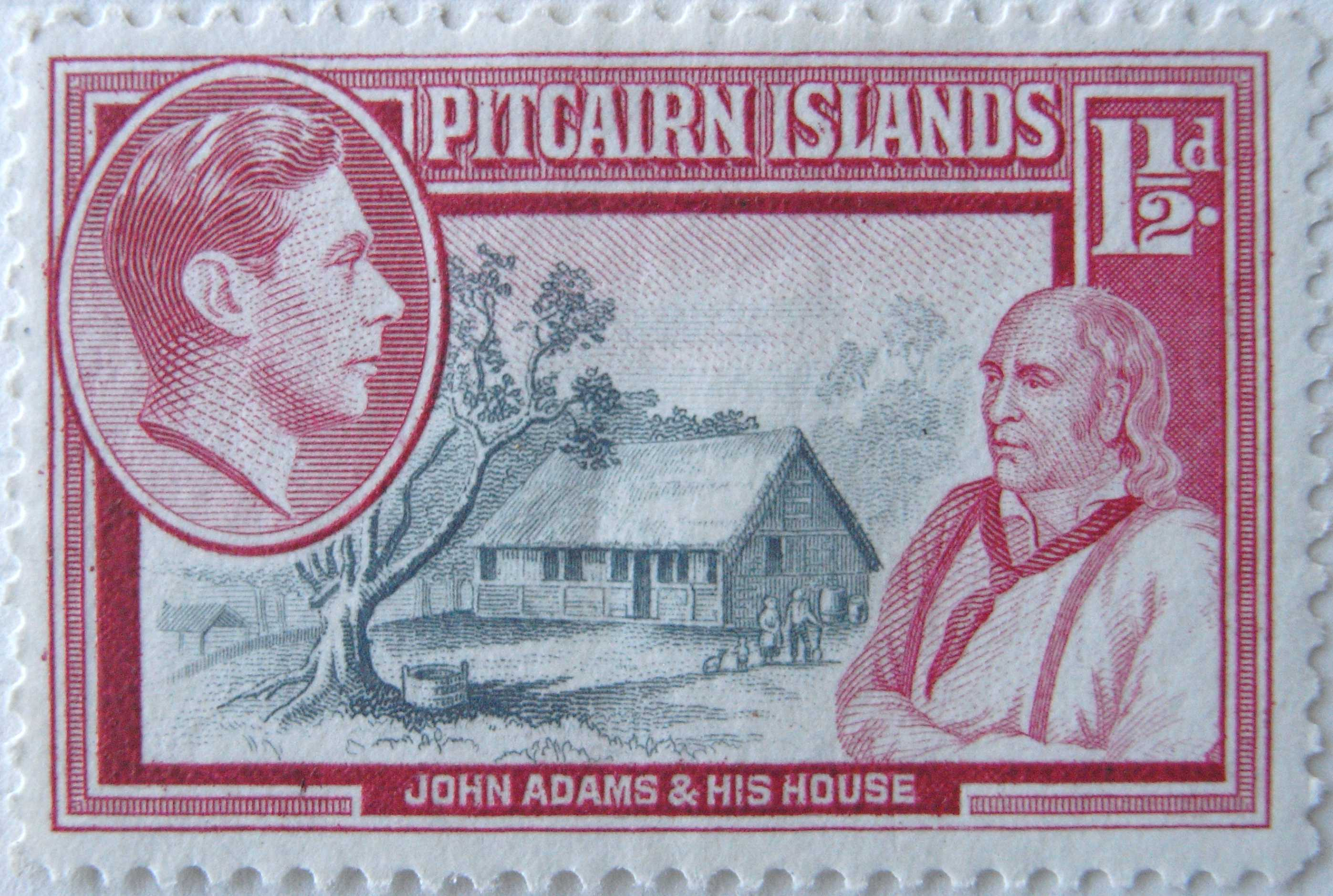
Adams y su casa en un sello de Pitcairn

La tumba de Adams en Pitcairn es la única tumba conocida de un amotinado de Bounty. Tiene una lápida de reemplazo; la lápida original de madera cubierta de plomo fue llevada a Gran Bretaña, donde ahora se exhibe en el Museo Marítimo Nacional en Greenwich, Londres.
El principal asentamiento y capital de Pitcairn, Adamstown, lleva el nombre de Adams.
Adams es interpretado por Philip Martin Brown en la película de 1984 The Bounty.

## Otras lecturas
- Conway, Christiane (2005). Cartas desde la Isla de Man: la correspondencia Bounty de Nessy y Peter Heywood . La experiencia de la Isla de Man.ISBN 1-873120-77-X .
- Wilson, Erle (1959). Adams de la recompensa . Libros de criterio.OCLC 1743726

- Datos: Q453382
- Multimedia: John Adams (mutineer) / Q453382